# Emil Burian
Emil Burian (12. prosince 1876 Rakovník – 9. října 1926 Praha) byl český operní pěvec, barytonista.

## Život
Narodil se v rodině truhláře Františka Buriana a jeho manželky Františky, rozené Černé. Studovat začal na Akademickém gymnáziu v Praze, ale po pěti letech studium opustil a věnoval se pouze umění. Před smrtí se dlouho léčil, musela mu být amputována noha, zemřel na zhoubný nádor.

### Rodina

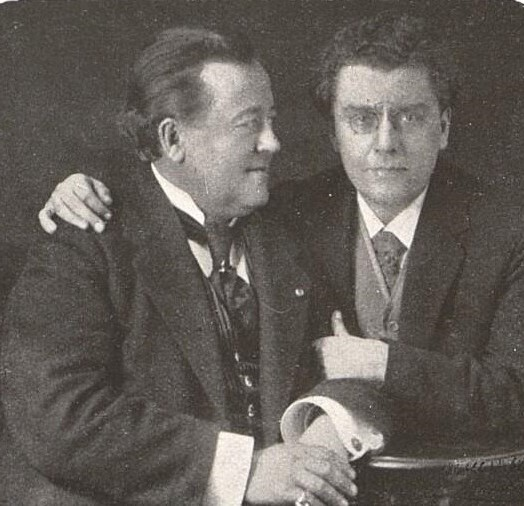
Emil Burian (vpravo) s bratrem Karlem (1924)

Jeho bratr Karel Burian byl také operní zpěvák.
S manželkou Vlastou, rozenou Hatlákovou (1879–1941) měl dvě děti, syna Emila (pozdější režisér Emil František Burian, 1904–1959) a dceru Libuši (1898–?). Jeho vnukem je písničkář Jan Burian, vnučkou herečka Kateřina Rajmontová. Je též pradědeček herce Filipa Rajmonta.

## Dílo
Začínal jako operetní zpěvák, na konci 19. století působil v brněnské opeře (1896–1898), následně byl členem operních souborů divadel v Plzni (1898–1899 a 1902–1904), v Záhřebu (1899–1902), Freiburgu (1904–1916), v Drážďanech a Hamburku (1908–1909). Znal zpaměti 60 oper ve třech světových jazycích.
Od roku 1900 hostoval jako sólista opery Národního divadla v Praze. V roce 1906 byl do Národního poprvé angažován a působil na něm s několika přerušeními až do své smrti v roce 1926.